# As-Samawa
As-Samawa (arab. السماوة) – miasto w południowym Iraku, nad Eufratem, ośrodek administracyjny muhafazy Al-Musanna, 280 km na południowy wschód od Bagdadu. Stacja kolejowa.
Około 175 tys. mieszkańców.

## Historia
W 1965 liczyło 33,5 tys. mieszkańców.
Wiosną 2003 roku miasto zajęły wojska amerykańskie.
Na początku 2004 roku Japońscy wojskowi przybyli do miasta, zbudowali bazę wojskową.
W maju 2005 roku przybyli do miasta wojskowi z Australii.
14 lipca 2006 roku władza w mieście została przekazana irackiej policji. 30 lipca 2006 roku baza wojskowa „Camp Smitty” została przekazana irackiej administracji. W sierpniu 2006 roku baza została splądrowana.